# 김기영 (1962년)
김기영(金基榮, 1962년, 경상북도 군위군 부계면 가호리 ~ )은 대한민국의 전 공무원이다.

## 학력
- 경북대학교 법과대학 행정학 학사 졸업

## 경력
- 1990 제34회 행정고시 합격
- 1991 부산시청 근무
- 부산광역시청 직업안정계장
- 부산광역시청 기술진흥계장
- 부산광역시청 벤처기업지원담당
- 부산광역시청 경제기획담당
- 2007 ~ 2010 부산광역시청 과학기술과장
- 2012 ~ 2014 부산광역시청 산업정책관
- 부산광역시청 시민안전국장
- 2015 ~ 2017.12 부산광역시청 일자리경제본부장
- 2018.01 ~ 2018.06 제42대 부산광역시 경제부시장
- 2021.04 부산미래혁신위원회 위원
- 2022.01 ~ 2024.12 제8대 부산진해경제자유구역청장